# КАМАЗ 6595
КАМАЗ 6595 — російський самоскид лінійки п'ятого покоління (К5), що випускається ПАТ «КАМАЗ». Випускається з 2020 року, вийшов на ринок в 2021 році.

## Технічна характеристика
- Вантажопідйомність, кг: 24950.

- Об'єм платформи, м3: 16.

- Колісна формула: 6x4.

- Модель двигуна: КАМАЗ Р6 910.15-450.

- Коробка передач: ZF 12TX2825TO.

- Паливна апаратура: BOSCH.

## Серія
Автомобіль входить у важке сімейство вантажних автомобілів КАМАЗ К5, в числі яких самоскиди КАМАЗ-6595, КАМАЗ-65951 8х4, КАМАЗ-65952 6х6, КАМАЗ-65953 8х8, КАМАЗ-65959 6х6 і сідельні тягачі КАМАЗ-65955 6х6 КАМАЗ-65956 6х4.
У тривісних КАМАЗ-6595 6х4 і КАМАЗ-65952 6х6 допустима повна маса 41 тонна, у чотиривісника КАМАЗ-65951 8х4 — 50 тонн.

## Огляд
Журнал «За кермом» відзначає нову простору кабіну вузького виконання (аналог Mercedes-Benz Arocs), новий двигун КАМАЗ-910 потужністю від 380 до 550 к. с.

## Нагорода
Автомобіль КАМАЗ-6595 став переможцем Гран-прі «За кермом. Комерційні автомобілі» (2021 рік) у номінації «Будівельні вантажівки».